# Ford 7Y
La Ford 7Y, anche denominata Ford Eight, è una piccola autovettura prodotta dalla Ford in Inghilterra dal 1937 al 1939.

## Il contesto
Diversamente dal Model Y che venne sviluppato a Dearborn, la 7Y fu la prima Ford 8cv ad essere progettata e sviluppata in Gran Bretagna. Venne introdotta nell'agosto 1937 e poteva essere identificata grazie alla sua mascherina piatta e allungata. Era disponibile solo nella versione a due porte negli allestimenti deluxe e standard, con il tetto apribile come optional. La produzione totale ammontò a 61.911 unità.
Una versione furgonata venne introdotta al Salone di Smithfield nell'ottobre 1937 e una flotta di 50 furgoni entrò a far parte delle poste nazionali inglesi.
Rispetto al Model Y, il telaio era più pesante e la meccanica era migliore, specialmente le sospensioni e il motore (un 933 cm³ con valvole laterali da 8cv).